# Sportul în Spania

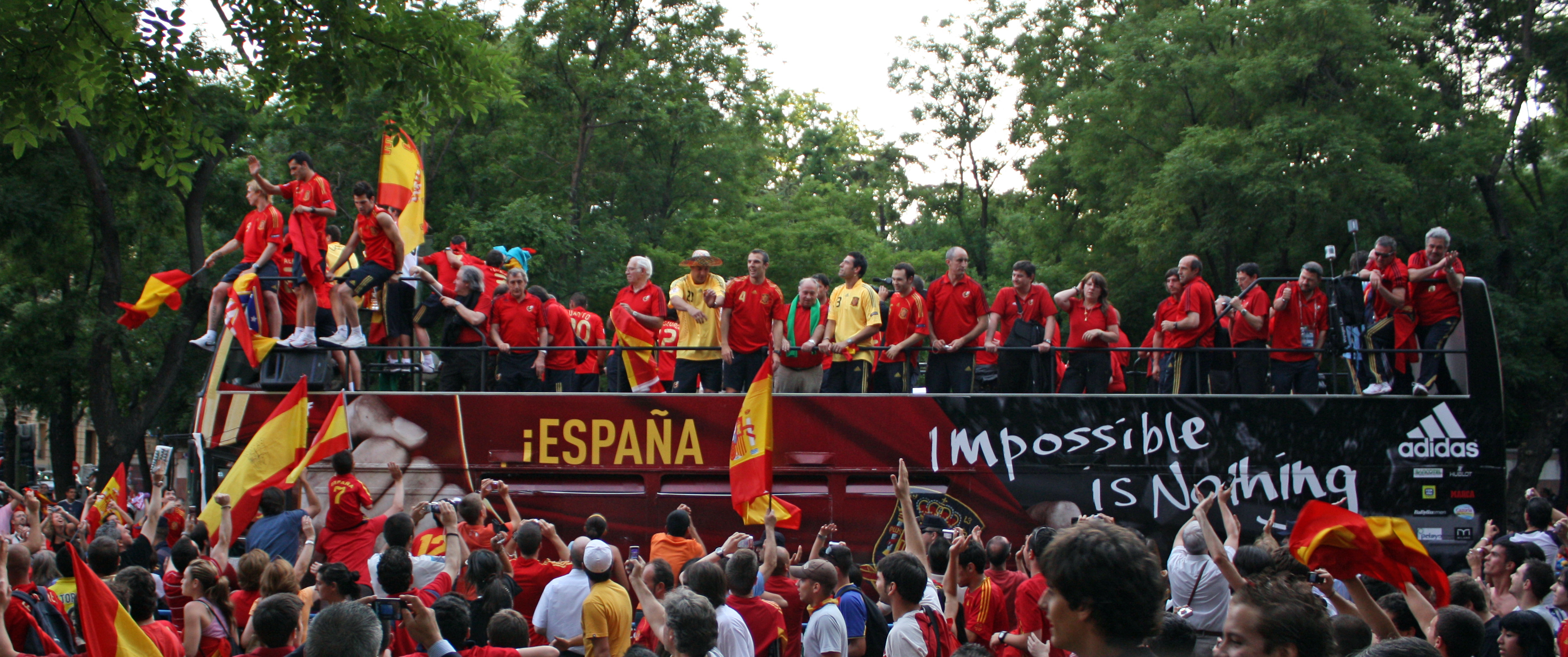
Echipa naţională de fotbal a Spaniei celebrând victoria de la Euro 2008

Spania este o țară în care cele mai practicate sporturi sunt fotbalul și ciclismul, alte sporturi populare fiind golful și sporturile acvatice.